# Alonzo Highsmith
Alonzo Walter Highsmith Sr. (Bartow, 26 febbraio 1965) è un ex giocatore di football americano, ex pugile e dirigente sportivo statunitense che ha giocato nel ruolo di fullback nella National Football League (NFL). Dal 2018 ricopre il ruolo di vice presidente del personale dei giocatori dei Cleveland Browns.

## Carriera
Highsmith fu scelto come terzo assoluto nel Draft NFL 1987 dagli Houston Oilers. A causa di una serrata contrattuale nella sua prima stagione disputò solamente 8 partite. L'anno successivo giocò come titolare tutte le 16 partite, imponendosi come uno dei migliori fullback sui blocchi della lega. Il 3 settembre 1990 Highsmith fu scambiato con i Dallas Cowboys per una scelta del secondo giro e una del quinto giro del Draft. Con essi giocò otto gare bloccando per il rookie Emmitt Smith prima di infortunarsi. L'anno successivo dopo un infortunio e uno sciopero disputò solamente due gare. Si ritirò dopo avere passato la prima parte della stagione 1992 con i Tampa Bay Buccaneers a causa di problemi alle ginocchia.